# Jizi

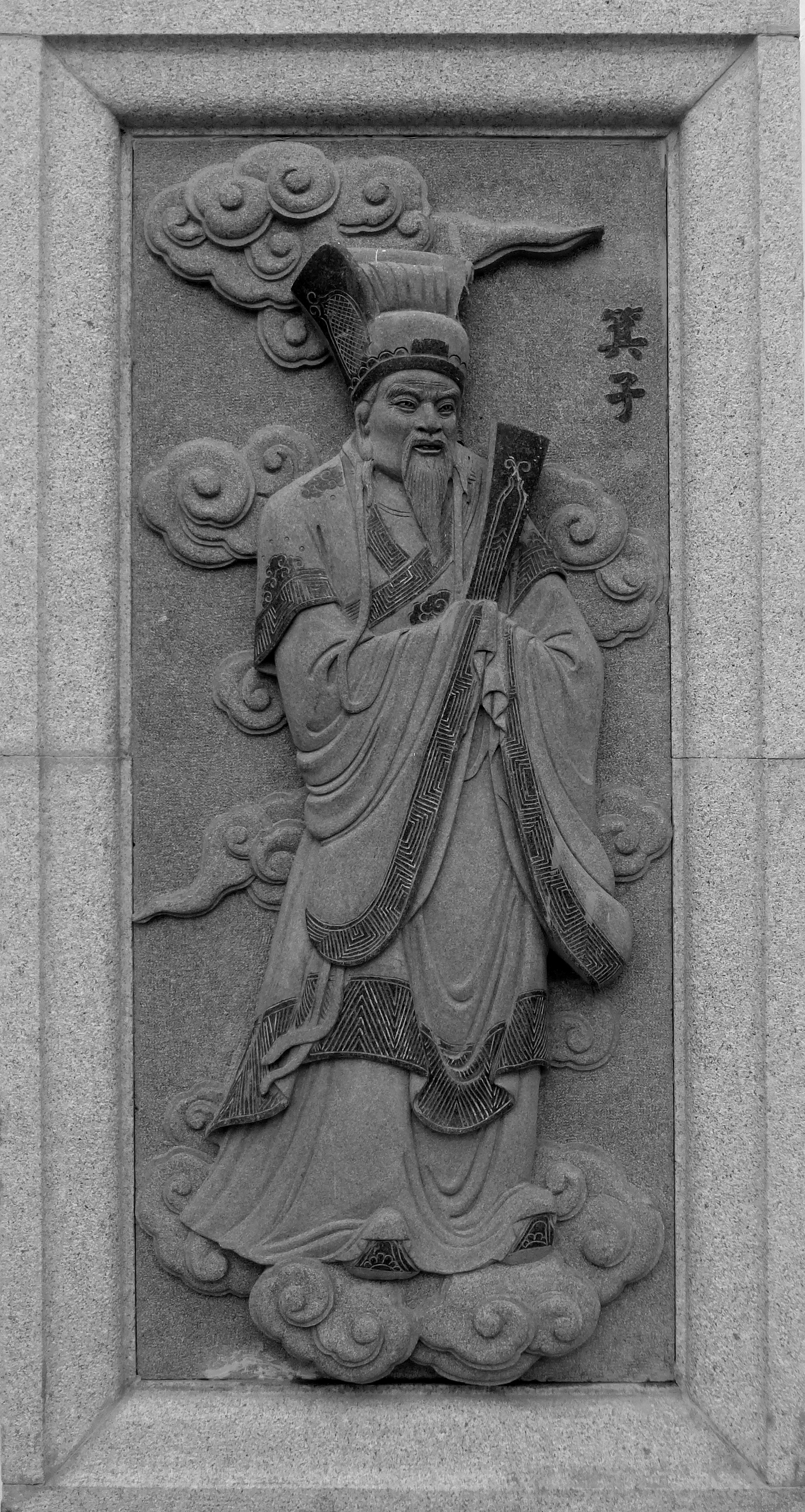
Jizi selon une représentation traditionnelle. Temple bouddhiste de Ping Sien Si, (Perak), Malaisie, édifié fin du XXe siècle

Jizi ou Qizi ( en chinois : 箕子), aussi connu sous le nom de Gija ou de Kija (en coréen : 기자) en coréen, est un lettré chinois semi-légendaire, décrit comme étant de la famille de Di Xin, dernier roi de la dynastie Shang. Selon le Livre des Han il introduit en Corée plusieurs technologies dans le domaine de l'agriculture, favorisant ainsi son développement lors de la Période Gojoseon.

## Le Joseon de Kija
Selon les textes, Kija est l'oncle de Di Xin, le dernier roi de la dynastie chinoise des Shang, ayant vécu au XIe siècle av. J.-C.. Sous son successeur, le roi Wu de la dynastie Zhou, il part pour Joseon avec 5 000 hommes et prend la tête de ce royaume. Il apporte avec lui la riziculture, les vers à soie et d'autres spécificités de la civilisation chinoise, notamment les huit prohibitions. Il fonde un royaume qui dure huit siècles, jusqu'en 193 av. J.-C.. Cette histoire est essentiellement connue à travers le « Livre des Han » (111 av. J.-C). Il donne une liste des rois qui se sont succédé entre 1126 et 193 av. J.-C. mais leur authenticité n'est pas reconnue historiquement et seuls les deux derniers sont attestés par des sources contemporaines, notamment le Wei lüe. Ce sont les rois Pu et Chun.
Dans l'historiographie traditionnelle coréenne, les plus anciennes mentions de Kija se trouvent dans le Samguk sagi (1145) puis dans le Samguk Yusa (1281) et le Chewang Ungi (1287). Les descriptions les plus complètes sont cependant apportées par le Kijaji de Yun Tusu et le Kija Silgi de Yi I, tous deux publiés en 1580. Symbole de l'influence chinoise sur la civilisation coréenne, son culte se développe à cette époque parallèlement au développement du néoconfucianisme et un mausolée est construit en son honneur à Pyongyang sur le lieu présumé de sa tombe. À partir du XXe siècle, les historiens se montrent nettement plus critiques à son sujet et la venue de Kija en Corée est maintenant considérée comme faisant partie de la légende nationale,.
Le mythe de l'arrivée de Kija dans la péninsule coréenne serait une romance de la dynastie Han pour justifier son intervention armée sur le même territoire.

## Vénération
Selon l'Ancien Livre des Tang, les habitants de Goguryeo, qui avaient déjà conquis les anciennes commanderies chinoises, vénérent Jizi (Kija) comme l'une des divinités majeures. Les Coréens, en particulier les confucéens, considèrent Kija comme un sage chinois qui avait apporté la civilisation chinoise en Corée. Pendant la dynastie Goryeo, le roi Sukjong (粛宗, né en 1054 et mort en 1105) identifie un monticule près de P'yŏngyang comme étant le tombeau de Jizi (Kija). Il construit un mausolée qui est consacré en 1102 de notre ère. La royauté reconstruit le mausolée en 1324 et doit le réparer à nouveau en 1355. Pendant la dynastie néo-confucéenne Joseon, le culte d'État de Jizi (Kija) s'intensifie. Le nom « Joseon 朝鮮 », donné par la dynastie Ming, dérive du duché de Jizi (Kija). Sous le règne du roi Taejong (太宗, né en 1367 et mort en 1422), les cérémonies rituelles de Jizi (Kija) pratiquées à P'yŏngyang sont affinés. En 1429, le roi Sejong (世宗, né en 1397 et mort en 1450) sépare le mausolée de Tangun du mausolée de Jizi.

## Le mythe de Kija par la Corée du Nord
Après la libération de la Corée par les Japonais, le régime communiste du Nord annonce que le récit du roi Kija est une invention des japonais. Les communistes ouvrent ensuite sa tombe, et proclament quelle est vide puis procèdent à sa destruction.